# Marie Ohier
Marie Pierrette Sophie Pauline Ohier (Párizs, 1853. október 13. – Párizs, 1941. március 31.) francia krokettjátékos, olimpikon. Egyike a legelső női olimpikonoknak.
Croquet (krokett) egyetlenegyszer volt a nyári olimpiákon, mégpedig az 1900. évi nyári olimpiai játékokon.
Egylabdás egyéniben az első körben kiesett. Kétlabdás egyéniben szintén az első körben esett ki.
A versenyeken indult három rokona is, mind az unokatestvérei voltak: Jeanne Filleaul-Brohy, Marcel Haëntjens és Jacques Sautereau.